# Leichtathletik-Südamerikameisterschaften 1954
Die XVIII. Leichtathletik-Südamerikameisterschaften fanden vom 17. bis zum 25. April 1954 in São Paulo statt. Erfolgreichster Teilnehmer war der brasilianische Sprinter José Telles da Conceição mit drei Siegen und einem zweiten Platz. Bei den Frauen gewann die Brasilianerin Deyse de Castro fünf Medaillen, davon eine Goldmedaille.

## Männerwettbewerbe
Die Mannschaftswertung gewann bei den Männern die Mannschaft Brasiliens mit 315 Punkten vor den Chilenen mit 177 Punkten und der peruanischen Mannschaft mit 61 Punkten. Dahinter erreichten Venezuela 51 Punkte, Uruguay 23 Punkte und Kolumbien 19 Punkte.

### 100-Meter-Lauf Männer
| Platz | Athlet                   | Land | Zeit   |
| ----- | ------------------------ | ---- | ------ |
| 1     | Paulo de Fonseca         | BRA  | 10,6 s |
| 2     | José Telles da Conceição | BRA  | 10,7 s |
| 3     | Benedito Ferreira        | BRA  | 10,7 s |

Finale: 18. April

### 200-Meter-Lauf Männer
| Platz | Athlet                   | Land | Zeit   |
| ----- | ------------------------ | ---- | ------ |
| 1     | José Telles da Conceição | BRA  | 21,2 s |
| 2     | Jaime Aparicio           | COL  | 21,7 s |
| 3     | Paulo de Fonseca         | BRA  | 21,8 s |

Finale: 21. April

### 400-Meter-Lauf Männer
| Platz | Athlet              | Land | Zeit   |
| ----- | ------------------- | ---- | ------ |
| 1     | Mario do Nascimento | BRA  | 48,3 s |
| 2     | Argemiro Roque      | BRA  | 49,1 s |
| 3     | Ramón Sandoval      | CHI  | 49,5 s |

Finale: 18. April

### 800-Meter-Lauf Männer
| Platz | Athlet         | Land | Zeit       |
| ----- | -------------- | ---- | ---------- |
| 1     | Ramón Sandoval | CHI  | 1:50,9 min |
| 2     | Argemiro Roque | BRA  | 1:53,6 min |
| 3     | Odilon Netto   | BRA  | 1:54,2 min |

Finale: 21. April

### 1500-Meter-Lauf Männer
| Platz | Athlet         | Land | Zeit       |
| ----- | -------------- | ---- | ---------- |
| 1     | Jaime Correa   | CHI  | 3:56,5 min |
| 2     | Guillermo Solá | CHI  | 3:57,2 min |
| 3     | Santiago Novas | CHI  | 3:57,7 min |

Finale: 18. April

### 5000-Meter-Lauf Männer
| Platz | Athlet         | Land | Zeit        |
| ----- | -------------- | ---- | ----------- |
| 1     | Jaime Correa   | CHI  | 15:00,6 min |
| 2     | Santiago Novas | CHI  | 15:07,8 min |
| 3     | Edgard Mitt    | BRA  | 15:14,1 min |

Finale: 17. April

### 10.000-Meter-Lauf Männer
| Platz | Athlet         | Land | Zeit        |
| ----- | -------------- | ---- | ----------- |
| 1     | Jaime Correa   | CHI  | 31:41,0 min |
| 2     | Geraldo Alves  | BRA  | 32:14,5 min |
| 3     | Luís Rodrigues | BRA  | 32:30,5 min |

Finale: 21. April

### Halbmarathon Männer
| Platz | Athlet           | Land | Zeit      |
| ----- | ---------------- | ---- | --------- |
| 1     | Geraldo Alves    | BRA  | 1:13:02 h |
| 2     | Joaquín da Silva | BRA  | 1:13:43 h |
| 3     | José Pérez       | CHI  | 1:15:48 h |

Finale: 25. April

### 110-Meter-Hürdenlauf Männer
| Platz | Athlet             | Land | Zeit   |
| ----- | ------------------ | ---- | ------ |
| 1     | Wilson Carneiro    | BRA  | 14,3 s |
| 2     | Teófilo Davis Bell | VEN  | 14,5 s |
| 3     | Juan Leiva         | VEN  | 14,8 s |

Finale: 20. April
bei 4,2 m/s Rückenwind

### 400-Meter-Hürdenlauf Männer
| Platz | Athlet             | Land | Zeit   |
| ----- | ------------------ | ---- | ------ |
| 1     | Jaime Aparicio     | COL  | 52,2 s |
| 2     | Wilson Carneiro    | BRA  | 53,5 s |
| 3     | Ulisses dos Santos | BRA  | 54,9 s |

Finale: 24. April

### 3000-Meter-Hindernislauf Männer
| Platz | Athlet         | Land | Zeit       |
| ----- | -------------- | ---- | ---------- |
| 1     | Edgard Mitt    | BRA  | 9:14,9 min |
| 2     | Guillermo Solá | CHI  | 9:16,0 min |
| 3     | Santiago Novas | CHI  | 9:26,6 min |

Finale: 24. April

### 4-mal-100-Meter-Staffel Männer
| Platz | Athleten                                                             | Land | Zeit   |
| ----- | -------------------------------------------------------------------- | ---- | ------ |
| 1     | Kadlec Benedito Ferreira Paulo de Fonseca José Telles da Conceição   | BRA  | 40,8 s |
| 2     | Gerardo Salazar Maximo Reyes Oscar Maldonado Guillermo Sebastiani    | PER  | 41,8 s |
| 3     | Apolinar Solórzano Guillermo Gutiérrez Juan Leiva Teofilo Davis Bell | VEN  | 42,2 s |

Finale: 24. April

### 4-mal-400-Meter-Staffel Männer
| Platz | Athleten                                                  | Land | Zeit       |
| ----- | --------------------------------------------------------- | ---- | ---------- |
| 1     | Argemiro Roque Ulisses Santos Silva Mario do Nascimento   | BRA  | 3:17,5 min |
| 2     | Segundo Peña Waldo Sandoval Gustavo Ehlers Ramón Sandoval | CHI  | 3:18,0 min |
| 3     | Guillermo Gutiérrez Apolinar Solórzano Camacho Juan Leiva | VEN  | 3:18,1 min |

Finale: 25. April

### Hochsprung Männer
| Platz | Athlet                   | Land | Höhe   |
| ----- | ------------------------ | ---- | ------ |
| 1     | José Telles da Conceição | BRA  | 2,00 m |
| 2     | Ernesto Lagos            | CHI  | 1,95 m |
| 3     | Adilton Luz              | BRA  | 1,90 m |

Finale: 17. April

### Stabhochsprung Männer
| Platz | Athlet          | Land | Höhe   |
| ----- | --------------- | ---- | ------ |
| 1     | Brígido Iriarte | VEN  | 3,90 m |
| 2     | Carlos Moschen  | BRA  | 3,90 m |
| 3     | Fausto de Souza | BRA  | 3,90 m |

Finale: 20. April

### Weitsprung Männer
| Platz | Athlet         | Land | Weite  |
| ----- | -------------- | ---- | ------ |
| 1     | Fermín Donazar | URU  | 7,51 m |
| 2     | Mario Gonzales | BRA  | 7,47 m |
| 3     | Ary de Sá      | BRA  | 7,19 m |

Finale: 18. April
Die Weiten von Donazar und Gonzales waren mit Windunterstützung erzielt und deshalb nicht bestenlistenfähig.

### Dreisprung Männer
| Platz | Athlet            | Land | Weite   |
| ----- | ----------------- | ---- | ------- |
| 1     | Adhemar da Silva  | BRA  | 16,22 m |
| 2     | Hélio da Silva    | BRA  | 14,86 m |
| 3     | Renato Nascimento | BRA  | 14,70 m |

Finale: 21. April

### Kugelstoßen Männer
| Platz | Athlet          | Land | Weite   |
| ----- | --------------- | ---- | ------- |
| 1     | Alcides Dambros | BRA  | 15,32 m |
| 2     | Nadim Marreis   | BRA  | 13,81 m |
| 3     | Armin Neverman  | CHI  | 13,79 m |

Finale: 18. April

### Diskuswurf Männer
| Platz | Athlet          | Land | Weite   |
| ----- | --------------- | ---- | ------- |
| 1     | Eduardo Julve   | PER  | 47,44 m |
| 2     | Hernán Haddad   | CHI  | 46,52 m |
| 3     | Alcides Dambrós | BRA  | 45,09 m |

Finale: 24. April

### Hammerwurf Männer
| Platz | Athlet         | Land | Weite   |
| ----- | -------------- | ---- | ------- |
| 1     | Walter Kupper  | BRA  | 50,65 m |
| 2     | Alejandro Díaz | CHI  | 50,04 m |
| 3     | Arturo Melcher | CHI  | 49,47 m |

Finale: 20. April

### Speerwurf Männer
| Platz | Athlet             | Land | Weite   |
| ----- | ------------------ | ---- | ------- |
| 1     | Carlos Monges      | PER  | 61,33 m |
| 2     | Janis Stendzenieks | CHI  | 60,88 m |
| 3     | Francisco Cespedes | CHI  | 56,81 m |

Finale: 17. April

### Zehnkampf Männer
| Platz | Athlet          | Land | Punkte |
| ----- | --------------- | ---- | ------ |
| 1     | Francisco Moura | BRA  | 6047   |
| 2     | Brígido Iriarte | VEN  | 6002   |
| 3     | Aldo Ribeiro    | BRA  | 5765   |

24. und 25. April

## Frauenwettbewerbe
Die Mannschaftswertung bei den Frauen gewannen die Brasilianerinnen mit 116,5 Punkten vor den Chileninnen mit 102,5 Punkten. Mit 17 Punkten lag Uruguay vor Peru und Kolumbien mit je zwei Punkten.

### 100-Meter-Lauf Frauen
| Platz | Athletin             | Land | Zeit   |
| ----- | -------------------- | ---- | ------ |
| 1     | Benedita de Oliveira | BRA  | 12,3 s |
| 2     | Deyse de Castro      | BRA  | 12,3 s |
| 3     | Elda Selamé          | CHI  | 12,3 s |

Finale: 18. April
Bei 2,7 m/s Rückenwind waren die Zeiten nicht bestenlistenfähig.

### 200-Meter-Lauf Frauen
| Platz | Athletin             | Land | Zeit   |
| ----- | -------------------- | ---- | ------ |
| 1     | Deyse de Castro      | BRA  | 25,7 s |
| 2     | Elda Selamé          | CHI  | 25,8 s |
| 3     | Benedita de Oliveira | BRA  | 26,2 s |

Finale: 21. April

### 80-Meter-Hürdenlauf Frauen
| Platz | Athletin         | Land | Zeit   |
| ----- | ---------------- | ---- | ------ |
| 1     | Wanda dos Santos | BRA  | 11,4 s |
| 2     | Eliana Gaete     | CHI  | 11,9 s |
| 3     | Delia Díaz       | URU  | 12,2 s |

Finale: 25. April

### 4-mal-100-Meter-Staffel Frauen
| Platz | Athletinnen                                                       | Land | Zeit   |
| ----- | ----------------------------------------------------------------- | ---- | ------ |
| 1     | Aurora Bianchi Elda Selamé Eliana Gaete Beatriz Kretschmer        | CHI  | 48,4 s |
| 2     | Deyse de Castro Elizabeth Müller Melania Luz Benedita de Oliveira | BRA  | 48,6 s |
| 3     |                                                                   |      |        |

Finale: 25. April
Es waren nur zwei Mannschaften am Start.

### Hochsprung Frauen
| Platz | Athletin         | Land | Höhe   |
| ----- | ---------------- | ---- | ------ |
| 1     | Delia Díaz       | URU  | 1,55 m |
| 2     | Elizabeth Müller | BRA  | 1,55 m |
| 3     | Deyse de Castro  | BRA  | 1,55 m |

Finale: 24. April

### Weitsprung Frauen
| Platz | Athletin         | Land | Weite  |
| ----- | ---------------- | ---- | ------ |
| 1     | Lisa Peter       | CHI  | 5,75 m |
| 2     | Deyse de Castro  | BRA  | 5,47 m |
| 3     | Wanda dos Santos | BRA  | 5,42 m |

Finale: 18. April

### Kugelstoßen Frauen
| Platz | Athletin         | Land | Weite   |
| ----- | ---------------- | ---- | ------- |
| 1     | Elizabeth Müller | BRA  | 11,79 m |
| 2     | Pradelia Delgado | CHI  | 11,70 m |
| 3     | Vera Trezoitko   | BRA  | 11,60 m |

Finale: 21. April

### Diskuswurf Frauen
| Platz | Athletin         | Land | Weite   |
| ----- | ---------------- | ---- | ------- |
| 1     | Erica Trömmel    | CHI  | 39,84 m |
| 2     | Ilse Gerdau      | BRA  | 39,40 m |
| 3     | Pradelia Delgado | CHI  | 38,23 m |

Finale: 17. April

### Speerwurf Frauen
| Platz | Athletin          | Land | Weite   |
| ----- | ----------------- | ---- | ------- |
| 1     | Anneliese Schmidt | BRA  | 42,07 m |
| 2     | Marlene Ahrens    | CHI  | 41,68 m |
| 3     | Carmen Venegas    | CHI  | 41,65 m |

Finale: 25. April

## Medaillenspiegel
| Medaillenspiegel Endstand nach 31 Entscheidungen | Medaillenspiegel Endstand nach 31 Entscheidungen | Medaillenspiegel Endstand nach 31 Entscheidungen | Medaillenspiegel Endstand nach 31 Entscheidungen | Medaillenspiegel Endstand nach 31 Entscheidungen | Medaillenspiegel Endstand nach 31 Entscheidungen |
| Platz                                            | Land                                             | Gold                                             | Silber                                           | Bronze                                           | Gesamt                                           |
| ------------------------------------------------ | ------------------------------------------------ | ------------------------------------------------ | ------------------------------------------------ | ------------------------------------------------ | ------------------------------------------------ |
| 1                                                | Brasilien                                        | 18                                               | 15                                               | 16                                               | 49                                               |
| 2                                                | Chile                                            | 7                                                | 12                                               | 10                                               | 29                                               |
| 3                                                | Peru                                             | 2                                                | 1                                                | –                                                | 3                                                |
| 4                                                | Uruguay                                          | 2                                                | –                                                | 1                                                | 3                                                |
| 5                                                | Venezuela                                        | 1                                                | 2                                                | 3                                                | 6                                                |
| 6                                                | Kolumbien                                        | 1                                                | 1                                                | –                                                | 2                                                |